# Martyn Lloyd-Jones
David Martyn Lloyd-Jones (20 de diciembre de 1899-1 de marzo de 1981) fue un médico, pastor protestante y predicador galés que influyó en la época de reformación del movimiento evangélico británico en el siglo XX.

## Su niñez
David Martyn Lloyd-Jones nació casi a punto de concluir el siglo XIX, el 20 de diciembre de 1899 en la ciudad de Cardiff, en el sur de Gales, 7 años después de la muerte de Charles Spurgeon, y dos días antes de la muerte de Dwight L. Moody. Hijo de Henry y Magdalene Lloyd-Jones.
Cuando Martyn tenía cinco años de edad sus padres se mudaron a la pequeña villa de Llangeitho en Cardiganshire. Esta villa había sido testigo de grandes avivamientos en el pasado reciente entre los metodistas calvinistas; pero en los días de Lloyd-Jones la iglesia había caído en un estado de sopor espiritual. Hablando acerca del pastor de la iglesia a la que ellos asistían en familia, Lloyd-Jones dijo una vez que era “un hombre moral y legalista… No recuerdo que alguna vez haya predicado el evangelio, y ninguno de nosotros tenía idea de lo que era el evangelio”.
A principios de 1910, cuando Lloyd-Jones tenía 11 años, la casa paterna se incendió durante la noche, y tanto él como sus dos hermanos, Harold y Vincent, estuvieron a punto de morir. En ese incidente la mayor parte de los bienes familiares se perdieron y Henry Lloyd-Jones, el padre de Martyn, cayó en bancarrota. Esto cargó profundamente el corazón de Lloyd-Jones, convirtiéndolo en un joven muy serio, determinándolo a tener éxito en su vida profesional. Él mismo diría más adelante que nunca tuvo adolescencia.
Tratando de encontrar alguna forma de sustento, Henry Lloyd-Jones se mudó a Canadá con la esperanza de llevarse luego a su familia. Pero al no encontrar trabajo decidió regresar, sólo que, a su regreso a Gran Bretaña, en vez de dirigirse a Gales, llegó la ciudad de Londres. Martyn fue enviado entonces a reunirse con su padre el verano de 1914 para servirle de ayuda.
Este fue un tiempo muy difícil para ellos. La situación económica era tan apremiante que Lloyd-Jones describe esta época de su vida como llena de desaliento y depresión: “Teníamos incontables desilusiones – dice él. Mi padre y yo, para ahorrar dinero, caminábamos y caminábamos y caminábamos”. Finalmente, el padre pudo hacerse de un negocio y la familia volvió a estar junta una vez más.
Entre 1914 y 1916 Lloyd-Jones concluyó sus estudios de bachillerato en una Escuela Gramática y a los 16 años de edad fue admitido en la carrera de medicina. Pasó sus exámenes de admisión con una excelencia tal que fue admitido en el prestigioso Hospital de San Bartolomé, a pesar de ser muy joven. Este hospital era para la comunidad médica lo que Óxford era para la comunidad intelectual. A los 21 años se graduó de cirujano (aunque como era tan joven tuvo que esperar para graduarse). Su capacidad era tal que el barón de Horder, miembro del Real Colegio de Médicos y médico de la Corona y uno de los más eminentes doctores de la época, lo empleó como su asistente. Horder dijo de él que era “el pensador más agudo que alguna vez haya conocido”.

## Conversión y llamamiento al ministerio
En lo tocante a su vida espiritual, tanto Martyn como sus dos hermanos habían profesado la fe en la iglesia de Llangeitho, antes de mudarse a Londres en 1914. Y una vez establecidos allí, continuaron asistiendo a una iglesia de la misma denominación, la Capilla de Charing Cross, donde Martyn Lloyd-Jones llegó a ser el superintendente de la Escuela Dominical a los 18 años de edad.
Su hermano Harold en la epidemia de gripe española)
Al cumplir los 20 Lloyd-Jones se dio cuenta de que realmente no era cristiano. 
En su libro La predicación y los predicadores, dice lo siguiente al respecto: 
“Durante muchos años creí que yo era cristiano cuando en realidad no lo era. Llegó un momento en que me di cuenta de que nunca había sido cristiano y me convertí. Pero había sido miembro de una iglesia y asistía a mi iglesia y a sus cultos regularmente. Por tanto, cualquiera que diera por sentado, como hicieron la mayoría de los predicadores, que yo era cristiano estaba haciendo una suposición falsa.
Esa no era una verdadera evaluación de mi estado. Lo que yo necesitaba era una predicación que me convenciera de pecado y que me hiciera ver mi necesidad y me llevara a un verdadero arrepentimiento y me enseñara algo de la regeneración. Pero yo nunca había oído hablar de esto".
Todo eso cambió en algún punto entre 1921 y 1923. El Espíritu de Dios trajo tal convicción sobre él de la veracidad del cristianismo que de inmediato se sintió compelido a predicar el evangelio. En 1925, Lloyd-Jones fue invitado a hablar en una sociedad literaria y de debate, donde dio un discurso titulado La Tragedia del Gales Moderno y en el cual mostró la sorprendente capacidad de análisis, que luego sería tan evidente en su predicación. La prensa lo alabó como uno de los galeses más brillantes de Londres y algunos comenzaron a preguntarse si la práctica de la medicina era el lugar más apropiado para él. Lo que ellos no sabían era que el mismo Lloyd-Jones ya había tomado una decisión al respecto.
A la Capilla de Charing Cross también asistía Tom Philips, un oftalmólogo muy famoso cuya hija, Bethan Philips, estaba a punto de graduarse en medicina. Desde la primera visita que Lloyd-Jones hizo a esa iglesia años atrás había puesto sus ojos en ella. Lloyd-Jones tenía la preocupación de que Bethan lo rechazara cuando le confiara los planes que tenía de dejar la medicina para dedicarse al ministerio; pero para sorpresa suya ella no puso ninguna objeción.
Unos tres meses antes de su boda, Martyn Lloyd-Jones había sido invitado a predicar en la Iglesia de Bethlehem Forward Mission, en el arrabal de Sandfields de Puerto Talbot, Glamorgan Occidental, fraccionamiento que había sido abierto para trabajadores de la hulla y el acero que muy rápido comenzó a declinar económica y moralmente. La grey de la iglesia quedó tan impactada por la claridad, el poder y la lógica de su mensaje, que no sólo le pidieron que los visitara de nuevo, sino que finalmente le solicitaron que fuera su pastor; invitación que Lloyd-Jones aceptó.
Esa decisión causó tanta sorpresa, que fue comentada en varios periódicos londinenses. Mucha gente no podía entender cómo un profesional, con un futuro tan brillante, había tomado la decisión de venir a ser el pastor de una iglesia ubicada precisamente en una zona con poco nivel educativo y con mala reputación moral. Alguien escribió en esa época que Sandfields era un lugar para “el jugador, la prostituta y el publicano”. Sin embargo, allí se fueron Martyn y Bethan luego de su luna de miel a principios de 1927.
Al inicio de su ministerio algunos ministros ordenados de la Iglesia Presbiteriana se sentían recelosos por el hecho de que Lloyd-Jones no tenía ninguna preparación teológica formal. Mientras que los médicos locales tampoco estaban muy contentos porque pensaban que él había ido allí a mostrar su superioridad y arrebatarles a sus pacientes. Pero poco a poco los prejuicios comenzaron a desvanecerse y la iglesia comenzó a crecer. Hombres y mujeres reconocidos por su impiedad eran convertidos por el poder del Espíritu de Dios, mientras Lloyd-Jones se dedicaba a predicar expositivamente la Palabra de Dios, versículo por versículo.
Siendo galés de nacimiento, Lloyd-Jones conocía muy bien el carácter emotivo de los galeses, algo que muchos predicadores aprovechaban predicando con un estilo muy emocional para lograr supuestas conversiones que generalmente no duraban mucho tiempo. Pero a diferencia de ellos, Lloyd-Jones no comenzaba con las emociones de sus oyentes, que son fácilmente manipulables, sino con sus cabezas; él sabía que si quería ver verdaderos frutos de conversión la mente debía ser alcanzada primero.
Nunca contaba chistes desde el púlpito, ni utilizaba anécdotas personales, sino que basaba sus sermones en exponer exclusivamente lo que enseñaban los textos bíblicos elegidos para ese día. Él estaba convencido de que la clase obrera poseía la capacidad de sostener un debate lógico y bíblico. De manera que la membresía no sólo creció numéricamente, sino también en madurez espiritual y en el número de hombres que posteriormente llegarían a ser pastores.
Durante los 11 años que duró su ministerio en Puerto Talbot la iglesia experimentó un crecimiento sorprendente, sobre todo entre los años 1930 y 1931.
De igual manera Lloyd-Jones era cada vez más solicitado como predicador, no solo en el Reino Unido, sino también en los Estados Unidos y Canadá, y muchos comenzaron a ver en él un modelo de predicación.
Atendiendo a una de esas invitaciones, en diciembre de 1935 Lloyd-Jones predicó en el Albert Hall, en Londres, y durante su mensaje enfocó los problemas bíblicos que él veía en muchas de las técnicas que se usaban para el evangelismo en aquellos días: 
“¿Pueden muchos de los métodos de evangelismo que se introdujeron hace unos cuarenta o cincuenta años realmente justificarse por la Palabra de Dios? Cuando leo sobre la obra de los grandes evangelistas en la Biblia, veo que ellos no estaban preocupados primeramente por los resultados; ellos se ocupaban en proclamar la palabra de la Verdad. Dejaron el crecimiento al Señor. Estaban interesados sobre todo en que las personas fuesen puestas cara a cara con la propia verdad”.

## Ministerio en Westminster

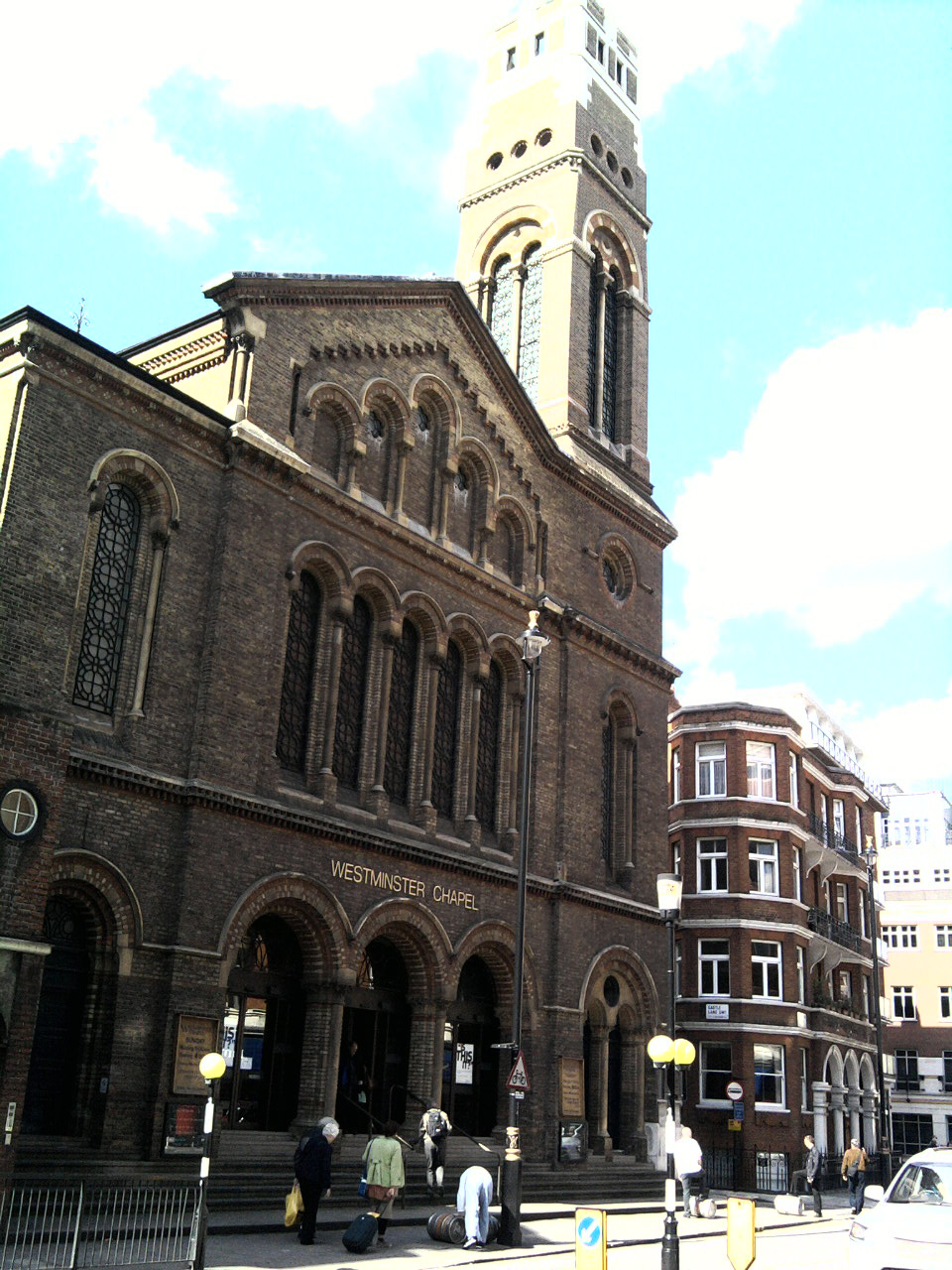
Capilla de Westminster en 2009

Una de las personas que se encontraba presente aquella noche era un anciano de 72 años llamado George Campbell Morgan, pastor de la Capilla de Westminster, y probablemente el predicador más reconocido de la época. Para ese tiempo Morgan estaba buscando un sucesor. Así que dos días después de escucharlo predicar, Lloyd-Jones recibió una invitación para predicar en la Capilla el último domingo de ese mismo mes de diciembre de 1935. Esa fue la primera vez que Lloyd-Jones predicó en esta iglesia de la que luego sería su pastor por casi 30 años. Unos meses más tarde, en abril de 1936, también fue invitado a predicar en el Tabernáculo Metropolitano, la iglesia de la que Spurgeon fue pastor hasta su muerte en 1892.
Para esa época Lloyd-Jones había recibido la oferta de ser el rector de un seminario teológico en Gales. Pero finalmente decidió irse a trabajar con Morgan en la Capilla en 1938. Al principio pastoreó conjuntamente con Morgan. Pero cuando estaba a punto de estallar la Segunda Guerra Mundial, Lloyd-Jones asumió plenamente el ministerio pastoral de la congregación.
Fue un período muy difícil para Inglaterra, tanto en sentido económico como emocional, que también afectó a los miembros de la iglesia. Pero aun así continuaron llevando a cabo sus servicios los domingos casi con normalidad. Debido a que el edificio de la iglesia estaba situado muy cerca del Palacio de Buckingham y otros edificios importantes del gobierno, constantemente estaban en peligro de ser alcanzados por el bombardeo de los alemanes. En 1944, una bomba explotó a unos pocos metros del edificio, cubriendo al predicador y a la congregación de polvo. Un miembro de la congregación abrió sus ojos después del estampido, y cuando vio que todos estaban cubiertos de blanco creyó que había llegado al cielo.

## Un ministerio más amplio
A pesar de las dificultades de la guerra, Lloyd-Jones estuvo envuelto en la fundación de varias instituciones importantes que le dieron un alcance mucho más amplio a su ministerio.
La primera fue la creación de la Biblioteca Evangélica de Londres, en 1943. Esta biblioteca posee una historia sumamente interesante que ilustra la manera extraordinaria como Dios obra para la expansión de Su reino en el mundo.
En 1903, un hombre llamado Geoffrey Williams conoció al Señor en una iglesia bautista en la que el pastor citaba frecuentemente El progreso del peregrino y otros libros de autores puritanos que no se habían vuelto a reimprimir por más de 200 años.
Con el deseo de profundizar en la fe, Williams comenzó a adquirir libros, sobre todo de la época del puritanismo, y andando el tiempo tenía una biblioteca sustanciosa que él puso a disposición de sus amigos. El número de personas interesadas se fue incrementando, así como el número de libros, de tal manera que para 1928 la biblioteca de Williams poseía unos 20,000 ejemplares.
Al principio operaba en el garaje de su casa, pero luego tuvo que mudarse a un pequeño edificio, a 12 millas al sur de Londres. Como la ubicación no era muy buena, la Biblioteca ya no era tan visitada y Williams comenzó a sentirse desanimado. Pero en 1938 providencialmente conoció a un señor que era miembro de la Capilla de Charing Cross, la iglesia de la que Llyod-Jones había sido miembro en su juventud, recomendole que le planteara su dificultad al doctor (como era ya conocido).
Cuando Lloyd-Jones conoció la Biblioteca quedó profundamente impresionado por la enorme cantidad de buenos libros que Williams había logrado reunir, pero le recomendó que buscara una ubicación más estratégica. Finalmente, la Biblioteca Evangélica abrió sus puertas el lunes 15 de enero de 1945 en la ciudad de Londres. El alcance que esto tuvo en la providencia de Dios es sencillamente imposible de cuantificar.
La segunda institución que Lloyd-Jones ayudó a crear fue la Confraternidad de Westminster. Un grupo de pastores de no más de una docena, comenzaron a reunirse en la Capilla, en 1941, para tratar aspectos prácticos del ministerio. Con el paso de los años este grupo comenzó a crecer y un considerable número de pastores jóvenes comenzaron a ser profundamente influenciados por él. Como bien ha dicho alguien: “Su vasta experiencia, su profunda sabiduría y su sentido común ayudaron a muchos ministros jóvenes con dificultades aparentemente únicas e insolubles”.
También al inicio de la guerra, Lloyd-Jones asumió la presidencia de la Confraternidad Interuniversitaria o Inter-Varsity Fellowship en inglés), otra institución que tuvo una profunda influencia dentro y fuera de Inglaterra, para promover la sana teología y un renovado interés en la literatura puritana en una nueva generación de creyentes evangélicos.
Fue bajo la cobertura de IVF que en diciembre de 1950 comenzó la Conferencia Puritana en la que Lloyd-Jones estaría involucrado en los próximos 19 años, conjuntamente con el doctor James Packer, que para entonces tenía 24 años de edad. Packer estuvo asistiendo regularmente a la Capilla de Westminister cada domingo entre los años 1948 y 1949.
Según Packer, él nunca había escuchado una predicación como así. Venía “como la fuerza de un electrochoque” trayendo sobre él un sentido de la presencia de Dios como ningún otro hombre que él hubiera conocido.
Otra institución que Martyn Lloyd-Jones ayudó a dar fuerza fue la fundación Estandarte de la Verdad.
Esta comenzó con un grupo de jóvenes estudiantes de la Universidad de Durham que comenzaron a ser influenciados por la literatura puritana a principios de 1950, así como por los escritos de Jonathan Edwards.
Entre estos estudiantes se encontraba Iain Murray a quien le preocupaba el desconocimiento general de los puritanos y los reformadores ingleses que fueron, no sólo uno de los bloques constituyentes de la Iglesia Anglicana, sino de la formación de la nación inglesa y estadounidense en tiempos de la Guerra Civil y el mando parlamentario; así que decidieron publicar una pequeña revista a la que llamaron Estandarte de la Verdad (basados en el Salmo 60:4 que dice: “Has dado a los que te temen bandera que alcen por causa de la verdad”).
El primer número fue publicado en septiembre de 1955. Cuando Lloyd-Jones supo de este esfuerzo, contribuyó personalmente con 100 libras para su publicación, una cantidad considerable en aquellos años, a la vez que pidió a los diáconos de la Capilla de Westminster que proveyeran la mitad de la suma necesaria para la impresión del segundo ejemplar. Al mismo tiempo, Lloyd-Jones alentó a Iain Murray a escribir un libro en el que demostrara las convicciones calvinistas de los reformadores ingleses. Cuando Lloyd-Jones leyó el manuscrito, en mayo de 1956, le pidió a Murray que fuera a trabajar a Capilla como su asistente.
Otro personaje relevante en la formación de Estandarte de la Verdad es Jack Cullum, un experto en acústica que hizo fortuna al diseñar durante la Segunda Guerra Mundial un mofle que reducía el sonido de los aviones. Cullum llegó a profesar la fe en una iglesia metodista, pero hacía mucho tiempo que se había apartado del Señor. 
Providencialmente se topó en uno de sus viajes con una pareja de creyentes que le hablaron largamente del evangelio. Así que al llegar a Londres, Cullum reasumió sus visitas a la Iglesia Metodista, pero ya no se sentía a gusto en ella. Entonces alguien le recomendó que visitara la Capilla de Westminster, donde finalmente se estableció.
Unos meses más tarde, en enero de 1957, Cullum y su esposa invitaron a Iain Murray y su esposa a cenar con ellos. En un momento Cullum le preguntó a Murray: “¿Por qué toda esa historia y enseñanza de los reformadores ingleses y de los puritanos es tan poco conocida hoy?”. A lo que Murray respondió que muchos de esos libros ya no estaban disponibles.
Desde su conversión Cullum había estado orando al Señor para que le permitiera hacer algo útil para Su reino el resto de sus días. Así que decidió hacer uso de su dinero para financiar la republicación de muchas de esas obras. Para ello crearon una Fundación que tomó el mismo nombre de la revista que había comenzado a ser publicada con ese mismo fin: “Estandarte de la Verdad”.
Los primeros dos libros estuvieron disponibles a principios de 1958, los cuales se vendieron rápidamente, sobre todo entre los miembros de la Capilla. Y en poco tiempo se publicaron dos más ese mismo año: Sermones Escogidos de George Whitefield, y el primer volumen de obras escogidas de Jonathan Edwards. Para octubre de 1958 Estandarte de la Verdad había publicado once obras, sorprendiendo a todo el mundo por la rapidez con que se vendieron.
De manera que muchos de esos libros que Geoffrey Williams había estado comprando por años, y que solo se encontraban disponibles en la Biblioteca Evangélica, ahora tendrían un alcance muchísimo mayor. Por supuesto, el hambre por ese tipo de literatura no surgió de la nada. A Dios le plugó usar el ministerio de Lloyd-Jones para generar ese interés en los puritanos que todavía permanece en al día de hoy, sobre todo entre los cristianos de corte reformado.

## Enfermedad y retiro
El ministerio de Lloyd-Jones continuó ejerciendo una influencia cada vez más amplia, pero Dios tenía otros planes para él en los próximos años. A principios de 1968, teniendo precisamente 68 años de edad, el Doctor Lloyd-Jones fue admitido en un hospital en Londres por molestias intestinales.
Descubrieron que padecía cáncer de colon.
Cuando se supo la noticia, muchas iglesias alrededor del mundo comenzaron a orar por su recuperación. Y aunque la operación fue exitosa, era evidente que el doctor no podía continuar su ministerio como lo había venido haciendo. Se retiró como pastor a finales de agosto de 1968. Pero como él mismo manifestó en una carta dirigida a los miembros de su iglesia: “Siento que Dios me está diciendo: ‘Este es el fin de un ministerio y el comienzo de otro’”.
A partir de ese momento, el doctor se dedicó a la edición de muchos de sus sermones que luego fueron publicados, dar conferencias en diferentes lugares y continuar aconsejando a la enorme cantidad de personas, sobre todo de ministros del evangelio, que buscaban su ayuda. Una nota interesante es que en ese mismo año de 1968 un joven universitario llamado John Piper, había escuchado a alguien decir que los dos volúmenes del Sermón del Monte de Martyn Lloyd-Jones era la cosa más grande que alguna vez haya leído; así que compró y leyó esos dos volúmenes en el verano; y dice Piper que el impacto que produjeron en él fueron inolvidables.
En mayo de 1979 comenzó a sentirse enfermo, pensando que era una infección viral, era en realidad la recurrencia del cáncer. Predicó por última vez el 8 de junio de 1980 en una iglesia bautista. A partir de entonces su salud se fue deteriorando cada vez más, hasta que prácticamente ya no podía levantarse. A finales de febrero de 1981, teniendo todavía toda su lucidez, escribió una nota a su familia en la que decía: “No oren por salud. No traten de retenerme de la Gloria”.
Una nota interesante es que por más de cincuenta años, Martyn Lloyd-Jones había seguido fielmente el calendario de lectura bíblica de M’Cheyne, eso quiere decir que el Doctor leyó por lo menos cincuenta veces el Antiguo Testamento completo y cien veces el Nuevo Testamento y los Salmos. Una de las lecturas que tocaba el día antes de su muerte, fue la de 1° de Corintios 15, el gran capítulo del Nuevo Testamento sobre la resurrección. Su hija Ann había orado con él y luego se quedó dormido. Ya no volvería abrir los ojos en este mundo. Al día siguiente, el domingo 1 de marzo de 1981, el Dr. Lloyd-Jones partió a la presencia del Señor al cual sirvió fielmente por más de cincuenta años.

## Familia

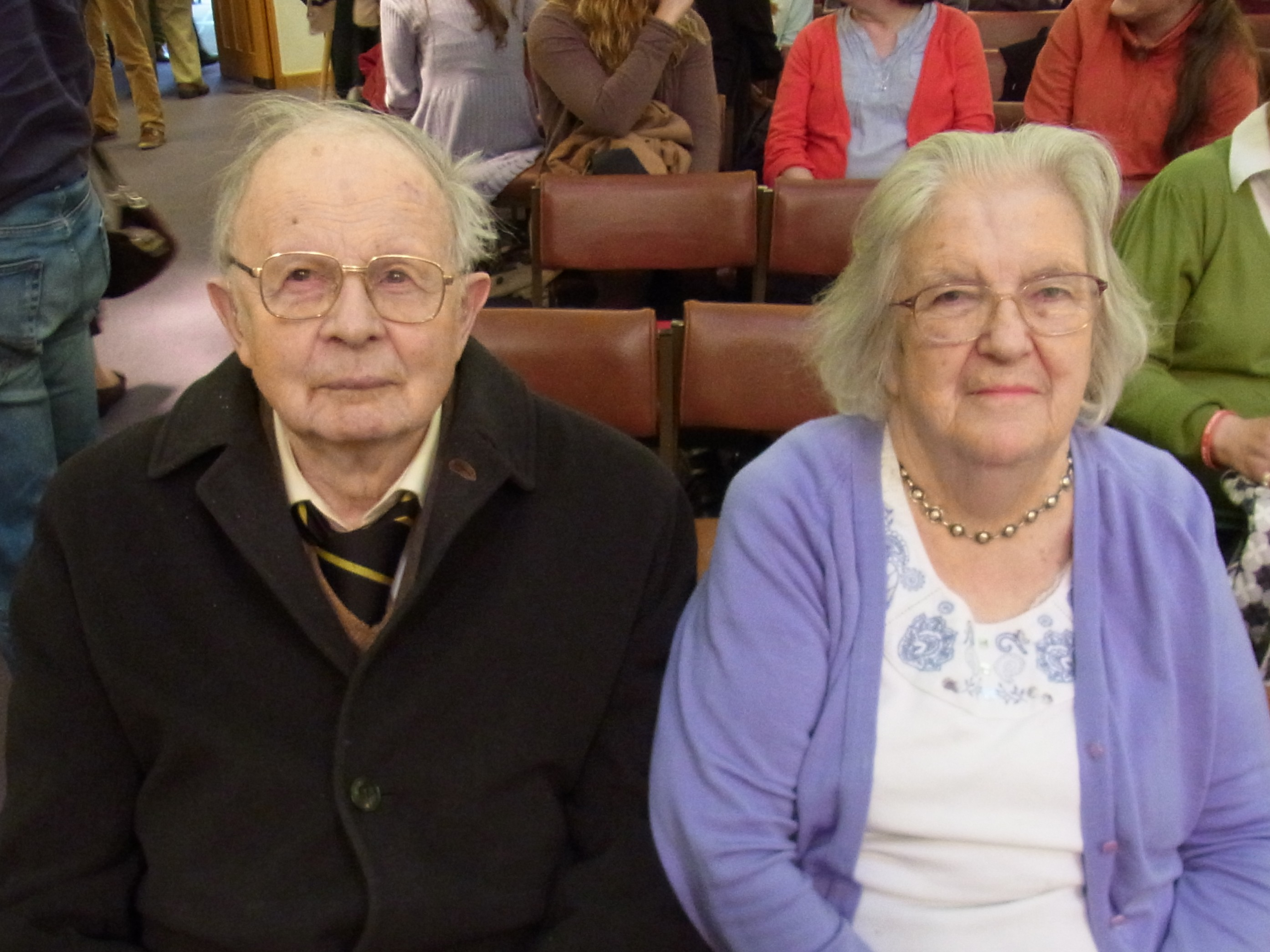
Fred Catherwood y Ann Lloyd-Jones en la iglesia, 2012

Los Lloyd-Jones tuvieron dos hijas, Ann y Elizabeth. 
La segunda se casó con el político y escritor cristiano Fred Catherwood, miembro del Parlamento Europeo entre 1979 y 1984 por Cambridgeshire y entre 1984 y 1994 por Cambridge y el Norte de Bedfordshire. Ambos, Fred y Elizabeth tienen tres hijos, Christopher, autor pedagogo y analista político cristiano, Bethan (Marshall) catedrática universitaria y Jonathan, quien administra el Fondo Lloyd-Jones.

## Libros

### Traducidos al castellano
- Depresion Espiritual: Sus Causas y Su Cura, CRC World Literature Ministries/Libros Desafio, 1995 [1942], ISBN 9780939125616..

- Los puritanos: Sus orígenes y sucesores, Ponencias pronunciadas en las conferencias de Estudios Puritanos y de Westminster entre 1959 y 1978, El Estandarte de la Verdad/Editorial Peregrino S.L., 2013 [1987], ISBN 9781848713048..

### En inglés
- Why Does God Allow War?  A General Justification of the Ways of God (en inglés), Crossway (originally Hodder & Stoughton), 2003 [1939], ISBN 978-1-58134-469-1..
- The Plight of Man and The Power of God (en inglés), Marshall Pickering (originally Abingdon), 1973 [1942], ISBN 978-0-7208-0097-5..
- Truth Unchanged, Unchanging (en inglés), James Clarke (originally Revell), 1956 [1951]..
- From Fear to Faith: Studies in the Book of Habakkuk (en inglés), IVP, 2011 [1953], ISBN 978-1-84474-500-5..
- Authority (en inglés), The Banner of Truth Trust (originally IVP), 1984 [1958], ISBN 978-0-8515-1386-7..
- Studies in the Sermon on the Mount (en inglés), Eerdmans, 1976 [1958], ISBN 978-0-8028-0036-7..
- Faith on Trial: Studies in Psalm 73 (en inglés), Christian Focus (originally IVP), 2008 [1963], ISBN 978-1-84550-375-8..
- Spiritual Depression: Its Causes and Cures (2da revisión edición), Marshall Pickering (originally Eerdmans), 1998 [1964], ISBN 978-0-5510-3165-4..
- God's Way of Reconciliation: An Exposition of Ephesians 2 (en inglés), Banner of Truth (originally Baker), 1981 [1972], ISBN 978-0-85151-299-0..
- The Life of Joy and Peace: An Exposition of Philippians (en inglés), Baker Books, 1999, ISBN 978-0-8010-5816-5..
- Catherwood, Christopher, ed. (2002) [1993], The Life in Christ: Studies in 1 John (en inglés), 1 — Fellowship with God, Crossway, ISBN 978-1-58134-439-4.